# Петербурговедение
Петербурговедение — одна из отраслей краеведения, занимающаяся изучением российского города Санкт-Петербурга, в разные времена также носившего имена Петроград и Ленинград, и его окрестностей.

## Термин
Термин «петербурговедение» введён в обиход сравнительно недавно, активно используется, но, как и термин «москвоведение» не совсем устоялся, отличаясь достаточной громоздкостью. Хотя писательница Ольга Лукас, пусть и в юмористической книге «Поребрик из бордюрного камня», употребляет даже термин «петербургомосквоведение».

## История
Изучение родного края на общественных началах началось ещё в Российской Империи. Этому во-многом способствовали Русское географическое и Императорское Вольное экономическое общества. Эти Общества стали организаторами серьёзных краеведческих исследований ряда местностей России, например, территорий Сибири, Крайнего Севера, Дальнего Востока и Кавказа.
В 1880 году появилось понятие «родиноведение»: его ввёл в переиздании своего учебника всеобщей географии педагог П. Н. Белоха. Преподаватель географии А. П. Нечаев при переработке учебника Белохи в 1915 году сузил этот термин применительно к Санкт-Петербургу, до «родиноведения Петрограда и его окрестностей». Возникновению общественного интереса к исследованию и изучению города способствовали подготовка и празднование 200-летнего юбилея Санкт-Петербурга. В дальнейшем этот интерес поддерживало объединение Мир искусства, Общество архитекторов-художников.
После Октябрьской революции, и приблизительно до 1929 года краеведение в целом и в частностях («родиноведение Петрограда и его окрестностей» — «петербурговедение», «москвоведение») стало интенсивно развиваться. К делу подключились крупные учёные. Так, в 1921 году по инициативе И. М. Гревса был открыт Петроградский экскурсионный институт (1921—1924), в котором, помимо самого Гревса, работал его ученик Н. П. Анциферов. Видным краеведом, историком Петербурга был химик, инженер-технолог, историк искусства и архитектуры В. Я. Курбатов.
В период 1927—1936 годов произошёл общий разгром краеведения в СССР, кульминацией которого стало т. н. «Академическое дело» 1929—1930 — для придания большего веса сфабрикованной «организации», в неё в качестве филиалов включили провинциальные отделения Центрального бюро краеведения. В итоге краеведению в СССР был нанесён колоссальный ущерб:
- оборвалась преемственность в подготовке кадров
- на несколько лет остановилась исследовательская работа
- под запретом оказались исследования народничества, истории церкви, дворянства и буржуазии
- прекратилось преподавание в школах.

Стимул к изучению Петербурга, как и всё краеведение в целом, получило в середине 1960-х годов, когда в 1965 году была создана общественная организация по охране, восстановлению и популяризации памятников истории и культуры народов Российской Федерации — Всероссийское общество охраны памятников истории и культуры — ВООПиК.

## Особенности изучения Петербурга в конце XX — начале XXI века
Через некоторое время после распада СССР, в 1990-х годах, краеведение получает довольно мощный импульс к дальнейшему развитию: с одной стороны, устранена идеологическая зашоренность: стало возможным получать информацию и публично обсуждать темы, ранее нежелательные, например, политические репрессии в СССР, иностранцы, и особенно немцы Санкт-Петербурга (гимназия Мая, аптека Пеля, Петришуле и т. д.), история Русской православной церкви, благотворительность в Петербурге до Октябрьской революции 1917 года и прочее. С другой стороны, в жизнь страны активно внедряются новые технологии: становятся доступными персональные компьютеры и Интернет. Несколько позже получает развитие цифровая фотография, в результате чего десятки фотолюбителей города запечатлевают в цвете здания, решётки, ворота, дворы, подворотни, номерные знаки, интерьеры, старинные почтовые ящики и прочие артефакты. Для размещения изображений создаются различные интернет-ресурсы, например, самого широкого и популярного применения — Яндекс.Фотки, или специализированные, с форумами для обсуждения различных тем, например, архитектурный сайт Санкт-Петербурга «Ситиволлс», сайт «Окрестности Петербурга». Существенным подспорьем в петербурговедении являются выкладываемые в Интернете в электронной форме книги, журналы, архивные материалы. Так, дореволюционный справочник «Весь Петербург» теперь можно свободно изучать на сайте Российской национальной библиотеки. Имеется доступ как к современным спутниковым снимкам Санкт-Петербурга, так и к архивным аэрофотосъёмкам Ленинграда, в том числе трофейным немецким, сделанным во время Великой Отечественной войны 1941—1945 годов.
С 2007 года в Петербурге действует интернет-портал «Мир Петербурга», созданный Центром петербурговедения публичной библиотеки им. В. В. Маяковского и Всемирным клубом петербуржцев. Участники проекта «Мир Петербурга» занимаются многими вопросами, связанными с историей города. На портале проекта представлены разнообразные ресурсы петербурговедения: путеводитель по библиотекам и другим организациям, обладающим уникальными собраниями по теме, электронные базы данных, интернет-адреса, публикации, сообщения и новости. Портал предоставляет возможность задать вопрос и поделиться мнением.

## Петербурговедение в школе
Предмет «Петербурговедение» введён в учебный план школ Санкт-Петербурга в 1998 году. С того времени проделана большая работа: разработана методика преподавания предмета с учётом его специфики, подготовлены и изданы учебники и пособия, в том числе мультимедийное пособие.